# Promozione Piemonte-Valle d'Aosta 1989-1990
Nella stagione 1989-1990 la Promozione era il sesto livello del calcio italiano (il massimo livello regionale). Qui vi sono le statistiche relative al campionato in Piemonte e in Valle d'Aosta gestito dal Comitato Regionale Piemonte-Valle d'Aosta.
Il campionato è strutturato in vari gironi all'italiana su base regionale, gestiti dai Comitati Regionali di competenza. Promozioni alla categoria superiore e retrocessioni in quella inferiore non erano sempre omogenee; erano quantificate all'inizio del campionato dal Comitato Regionale secondo le direttive stabilite dalla Lega Nazionale Dilettanti, ma flessibili, in relazione al numero delle società retrocesse dal Campionato Interregionale e perciò, a seconda delle varie situazioni regionali, la fine del campionato poteva avere degli spareggi sia di promozione che di retrocessione.

## Girone A

### Squadre partecipanti
| Squadra             | Città (provincia)             |
| ------------------- | ----------------------------- |
| G.S. HM Arona       | Arona (NO)                    |
| A.C. Borgomanero    | Borgomanero (NO)              |
| A.C. Castellettese  | Castelletto sopra Ticino (NO) |
| A.S. Cerano         | Cerano (NO)                   |
| U.S. Châtillon      | Châtillon (AO)                |
| U.S. Dufour Varallo | Varallo (VC)                  |
| S.S. Gattinara      | Gattinara (VC)                |
| U.S. Grignasco      | Grignasco (NO)                |
| U.S. Ivrea Calcio   | Ivrea (TO)                    |
| A.S. Omegna         | Omegna (NO)                   |
| A.S. Romentinese    | Romentino (NO)                |
| S.S. Sparta Novara  | Novara                        |
| A.C. Strambinese    | Strambino (TO)                |
| A.S. Sunese         | Suno (NO)                     |
| A.C. Trecate        | Trecate (NO)                  |
| F.C. Vigliano       | Vigliano Biellese (VC)        |

### Classifica finale
|  | Pos. | Squadra        | Pt  | G   | V   | N   | P   | GF  | GS  | DR  |
|  | ---- | -------------- | --- | --- | --- | --- | --- | --- | --- | --- |
|  | 1.   | Sparta Novara  | 43  | 30  | 16  | 11  | 3   | 57  | 27  | +30 |
|  | 2.   | Borgomanero    | 40  | 30  | 12  | 16  | 2   | 45  | 26  | +19 |
|  | 3.   | Gattinara      | 37  | 30  | 12  | 13  | 5   | 36  | 23  | +13 |
|  | 4.   | Trecate        | 36  | 30  | 13  | 10  | 7   | 50  | 39  | +11 |
|  | 5.   | Romentinese    | 35  | 30  | 9   | 17  | 4   | 35  | 26  | +9  |
|  | 6.   | Ivrea          | 34  | 30  | 12  | 10  | 8   | 35  | 27  | +8  |
|  | 7.   | Strambinese    | 34  | 30  | 11  | 12  | 7   | 42  | 25  | +17 |
|  | 8.   | Vigliano       | 34  | 30  | 11  | 12  | 7   | 39  | 36  | +3  |
|  | 9.   | Châtillon      | 32  | 30  | 11  | 10  | 9   | 31  | 32  | -1  |
|  | 10.  | Grignasco      | 25  | 30  | 6   | 13  | 11  | 22  | 36  | -14 |
|  | 11.  | HM Arona       | 25  | 30  | 7   | 11  | 12  | 36  | 47  | -11 |
|  | 12.  | Cerano         | 23  | 30  | 5   | 13  | 12  | 26  | 37  | -11 |
|  | 13.  | Omegna         | 23  | 30  | 5   | 13  | 12  | 25  | 33  | -8  |
|  | 14.  | Castellettese  | 22  | 30  | 6   | 10  | 14  | 18  | 32  | -14 |
|  | 15.  | Sunese         | 19  | 30  | 6   | 7   | 17  | 22  | 50  | -28 |
|  | 16.  | Dufour Varallo | 18  | 30  | 4   | 10  | 16  | 20  | 43  | -23 |
|  |      |                | 480 | 480 | 146 | 188 | 146 | 539 | 539 | 0   |

### Verdetti finali
- Sparta Novara è promosso in Interregionale.
- Dufour Varallo, Sunese e Castellettese retrocedono in Prima Categoria.

## Girone B

### Squadre partecipanti
| Squadra                       | Città (provincia)             |
| ----------------------------- | ----------------------------- |
| A.C. Asti                     | Asti                          |
| A.S. Canelli                  | Canelli (AT)                  |
| Caselle Calcio                | Caselle Torinese (TO)         |
| A.C. Chieri A&O               | Chieri (TO)                   |
| A.S. Crescentinese            | Crescentino (VC)              |
| U.S. Fulvius Valenza          | Valenza (AL)                  |
| U.R.S. La Chivasso            | Chivasso (TO)                 |
| A.C. Mathi                    | Mathi (TO)                    |
| U.S. Monferrato               | San Salvatore Monferrato (AL) |
| A.S. Montanaro DIME Trasporti | Montanaro (TO)                |
| A.S. Ovadamobili              | Ovada (AL)                    |
| U.S. Novese                   | Novi Ligure (AL)              |
| U.S. Rivarolese               | Rivarolo Canavese (TO)        |
| U.S. San Carlo                | Borgo San Martino (AL)        |
| F.C. Seo So.Val.Car.Borgaro   | Borgaro Torinese (TO)         |
| U.S. Trino                    | Trino (VC)                    |

### Classifica finale
|  | Pos. | Squadra                  | Pt  | G   | V   | N   | P   | GF  | GS  | DR  |
|  | ---- | ------------------------ | --- | --- | --- | --- | --- | --- | --- | --- |
|  | 1.   | Chieri A&O               | 43  | 30  | 17  | 9   | 4   | 37  | 17  | +20 |
|  | 2.   | Novese                   | 39  | 30  | 16  | 7   | 7   | 50  | 27  | +23 |
|  | 3.   | Monferrato               | 38  | 30  | 14  | 10  | 6   | 43  | 24  | +19 |
|  | 4.   | Asti                     | 37  | 30  | 13  | 11  | 6   | 45  | 27  | +18 |
|  | 5.   | Mathi                    | 34  | 30  | 11  | 12  | 7   | 36  | 28  | +8  |
|  | 6.   | Rivarolese               | 33  | 30  | 12  | 9   | 9   | 32  | 35  | -3  |
|  | 7.   | Canelli                  | 32  | 30  | 10  | 12  | 8   | 31  | 25  | +6  |
|  | 8.   | Seo So.Val.Car.Borgaro   | 31  | 30  | 8   | 15  | 7   | 31  | 28  | +3  |
|  | 9.   | Trino                    | 28  | 30  | 9   | 10  | 11  | 30  | 33  | -3  |
|  | 10.  | Crescentinese (-4)       | 26  | 30  | 9   | 12  | 9   | 27  | 27  | 0   |
|  | 11.  | Fulvius Valenza          | 25  | 30  | 10  | 5   | 15  | 25  | 33  | -8  |
|  | 12.  | Montanaro DIME Trasporti | 25  | 30  | 9   | 7   | 14  | 26  | 44  | -18 |
|  | 13.  | Ovadamobili              | 24  | 30  | 7   | 10  | 13  | 20  | 31  | -11 |
|  | 14.  | La Chivasso              | 22  | 30  | 6   | 10  | 14  | 28  | 39  | -11 |
|  | 15.  | San Carlo                | 20  | 30  | 7   | 6   | 17  | 26  | 50  | -24 |
|  | 16.  | Caselle                  | 19  | 30  | 6   | 7   | 17  | 25  | 44  | -19 |
|  |      |                          | 476 | 480 | 164 | 152 | 164 | 512 | 512 | 0   |

### Verdetti finali
- Chieri promosso in Interregionale.
- Caselle, San Carlo e La Chivasso retrocedono in Prima Categoria.
- Crescentinese penalizzata di 4 punti in classifica per ????.

## Girone C

### Squadre partecipanti
| Squadra             | Città (provincia)          |
| ------------------- | -------------------------- |
| U.S. Airaschese     | Airasca (TO)               |
| A.S. Albese         | Alba (CN)                  |
| U.S. Alpignano      | Alpignano (TO)             |
| Pol. Busca          | Cuneo                      |
| U.S. Collegno       | Collegno (TO)              |
| A.C. Giaveno Coazze | Giaveno (TO)               |
| U.S. Interlanga     | Santa Vittoria d'Alba (CN) |
| A.C. Lucento        | Torino                     |
| Moncalieri Calcio   | Moncalieri (TO)            |
| G.S. Nichelino      | Nichelino (TO)             |
| G.S. Orbassano      | Orbassano (TO)             |
| A.S. Piobesi        | Piobesi Torinese (TO)      |
| A.C. Pro Dronero    | Dronero (CN)               |
| A.C. Saluzzo        | Saluzzo (CN)               |
| A.S. Venaria        | Venaria Reale (TO)         |
| A.C. Villafranca    | Villafranca Piemonte (TO)  |

### Classifica finale
|  | Pos. | Squadra        | Pt  | G   | V   | N   | P   | GF  | GS  | DR  |
|  | ---- | -------------- | --- | --- | --- | --- | --- | --- | --- | --- |
|  | 1.   | Giaveno Coazze | 40  | 30  | 16  | 8   | 6   | 52  | 31  | +21 |
|  | 2.   | Albese         | 38  | 30  | 13  | 12  | 5   | 49  | 28  | +21 |
|  | 3.   | Orbassano      | 35  | 30  | 11  | 13  | 6   | 39  | 19  | +20 |
|  | 4.   | Airaschese     | 34  | 30  | 12  | 10  | 8   | 37  | 34  | +3  |
|  | 5.   | Collegno       | 33  | 30  | 10  | 13  | 7   | 39  | 38  | +1  |
|  | 6.   | Interlanga     | 32  | 30  | 10  | 12  | 8   | 34  | 23  | +11 |
|  | 7.   | Piobesi        | 31  | 30  | 8   | 15  | 7   | 31  | 32  | -1  |
|  | 8.   | Moncalieri     | 30  | 30  | 10  | 10  | 10  | 34  | 36  | -2  |
|  | 9.   | Saluzzo        | 29  | 30  | 8   | 13  | 9   | 35  | 35  | 0   |
|  | 10.  | Venaria        | 29  | 30  | 9   | 11  | 10  | 24  | 31  | -7  |
|  | 11.  | Busca          | 29  | 30  | 10  | 9   | 11  | 33  | 41  | -8  |
|  | 12.  | Pro Dronero    | 28  | 30  | 7   | 14  | 9   | 32  | 37  | -5  |
|  | 13.  | Alpignano      | 27  | 30  | 7   | 13  | 10  | 27  | 31  | -4  |
|  | 14.  | Villafranca    | 26  | 30  | 7   | 12  | 11  | 28  | 33  | -5  |
|  | 15.  | Nichelino      | 21  | 30  | 4   | 13  | 13  | 31  | 50  | -19 |
|  | 16.  | Lucento        | 18  | 30  | 5   | 8   | 17  | 21  | 47  | -26 |
|  |      |                | 480 | 480 | 147 | 186 | 147 | 546 | 546 | 0   |

### Verdetti finali
- Giaveno Coazze promosso in Interregionale.
- Albese è in seguito ammessa all'Interregionale.
- Lucento e Villafranca Piemonte retrocedono in Prima Categoria.